# Wijken en buurten in Bergen op Zoom
De Nederlandse gemeente Bergen op Zoom is voor statistische doeleinden onderverdeeld in wijken en buurten. De gemeente is verdeeld in de volgende statistische wijken:
- Wijk 00 Bergen op Zoom-West (CBS-wijkcode:074800)
- Wijk 01 Bergen op Zoom-Noord (CBS-wijkcode:074801)
- Wijk 02 Bergen op Zoom-Oost (CBS-wijkcode:074802)
- Wijk 03 Buitengebied West (CBS-wijkcode:074803)
- Wijk 04 Halsteren (CBS-wijkcode:074804)
- Wijk 05 Lepelstraat (CBS-wijkcode:074805)

Een statistische wijk kan bestaan uit meerdere buurten. Onderstaande tabel geeft de buurtindeling met kentallen volgens het Centraal Bureau voor de Statistiek (2008):
| CBS-buurtcode | Buurtnaam                           | Inwonertal | Opp. totaal (ha) | Opp. land (ha) | Ligging                |
| ------------- | ----------------------------------- | ---------- | ---------------- | -------------- | ---------------------- |
| BU07480000    | Centrum                             | 3960       | 50               | 50             | Locatie in de gemeente |
| BU07480001    | Havenkwartier                       | 1550       | 34               | 34             | Locatie in de gemeente |
| BU07480002    | Vestinggronden-Noord                | 1030       | 32               | 28             | Locatie in de gemeente |
| BU07480003    | Vestinggronden-Zuid                 | 1070       | 17               | 17             | Locatie in de gemeente |
| BU07480004    | Het Fort                            | 2190       | 24               | 24             | Locatie in de gemeente |
| BU07480005    | Zeekant                             | 3000       | 43               | 43             | Locatie in de gemeente |
| BU07480006    | Het Glacis                          | 830        | 30               | 30             | Locatie in de gemeente |
| BU07480100    | Meilust Zuid                        | 2300       | 86               | 86             | Locatie in de gemeente |
| BU07480101    | Meilust Noord                       | 2350       | 77               | 75             | Locatie in de gemeente |
| BU07480102    | Tuinwijk                            | 2430       | 43               | 43             | Locatie in de gemeente |
| BU07480103    | Noordgeest                          | 3950       | 88               | 86             | Locatie in de gemeente |
| BU07480200    | Gageldonk-West                      | 5210       | 77               | 77             | Locatie in de gemeente |
| BU07480201    | Warande-West                        | 2020       | 40               | 40             | Locatie in de gemeente |
| BU07480202    | Gageldonk-Oost                      | 3930       | 66               | 66             | Locatie in de gemeente |
| BU07480203    | Warande-Oost                        | 3000       | 98               | 98             | Locatie in de gemeente |
| BU07480204    | Nieuw Borgvliet                     | 2220       | 92               | 92             | Locatie in de gemeente |
| BU07480205    | Langeweg                            | 1270       | 18               | 18             | Locatie in de gemeente |
| BU07480206    | Lage Meren                          | 50         | 75               | 75             | Locatie in de gemeente |
| BU07480208    | Verspreide huizen Heimolen          | 260        | 234              | 234            | Locatie in de gemeente |
| BU07480209    | Buitengebied-Oost                   | 690        | 2336             | 2323           | Locatie in de gemeente |
| BU07480300    | Bergse Plaat                        | 7970       | 425              | 236            | Locatie in de gemeente |
| BU07480306    | Waterfront-Industriegebied          | 250        | 586              | 548            | Locatie in de gemeente |
| BU07480308    | Augustapolder                       | 70         | 232              | 232            | Locatie in de gemeente |
| BU07480309    | Buitengebied-West                   | 0          | 1605             | 614            | Locatie in de gemeente |
| BU07480400    | Halsteren-Centrum                   | 2660       | 114              | 114            | Locatie in de gemeente |
| BU07480401    | De Beek                             | 2360       | 208              | 208            | Locatie in de gemeente |
| BU07480402    | Nieuwe Molen                        | 440        | 128              | 128            | Locatie in de gemeente |
| BU07480403    | Jankenberg                          | 990        | 101              | 96             | Locatie in de gemeente |
| BU07480404    | Rode Schouw                         | 2740       | 56               | 56             | Locatie in de gemeente |
| BU07480405    | De Schans en Oude Molen             | 2000       | 140              | 140            | Locatie in de gemeente |
| BU07480407    | Verspreide huizen Halsters Laag     | 20         | 118              | 117            | Locatie in de gemeente |
| BU07480408    | Verspreide huizen Vrederust         | 340        | 239              | 238            | Locatie in de gemeente |
| BU07480409    | Verspreide huizen Halsterse Polders | 90         | 549              | 526            | Locatie in de gemeente |
| BU07480500    | Lepelstraat                         | 1450       | 340              | 339            | Locatie in de gemeente |
| BU07480507    | Verspreide huizen Kladde            | 170        | 43               | 43             | Locatie in de gemeente |
| BU07480508    | Verspreide huizen Klutsdorp         | 210        | 197              | 197            | Locatie in de gemeente |
| BU07480509    | Verspreide huizen Oud Glymespolder  | 160        | 675              | 640            | Locatie in de gemeente |